# Speculum
Speculumul (în latină Speculum = oglindă) este un aliaj argintiu, format din cupru (Cu) cu o cantitate de staniu (Sn) mult mai mare decât la bronz și procente mici de stibiu (Sb) și plumb (Pb), care are proprietatea de a putea fi lustruit cu un luciu deosebit din care, în Roma antică, se fabricau oglinzi. Rețeta uzuală conținea:
- 71–72 % Cu, 18–19 % Sn, 4–4,5 % Sb și Pb [1]

Tehnica este foarte veche: o astfel de oglindă, în stare perfectă, datată la circa 1900 î.e.n., produsă în Egiptul Antic, a fost găsită în apropierea piramidei lui Sesostris II, în valea Nilului.
Acest aliaj a fost utilizat în Antichitate și pentru baterea de monede de către triburile celtice din Europa centrală și de vest, în epoca lui Iulius Cezar.